# 庇仁線
庇仁線（：／ Biin seon */?）是位于韩国的一条已废弃的铁路，自忠清南道舒川郡舒川站至庇仁站，已於1968年廢止。

## 路线资料
- 路线距离：22.0km
- 轨间距离：1435mm
- 车站数：4
- 复线区间：
- 电化区间：

## 历史
- 1966年4月29日：开工[1]。
- 1968年：停工，全部廢線。